# NGC 7701
NGC 7701 (również PGC 71779) – galaktyka soczewkowata (S0? pec), znajdująca się w gwiazdozbiorze Ryb. Została odkryta 20 września 1784 roku przez Williama Herschela.